# Cladochaeta travassosi
Cladochaeta travassosi är en tvåvingeart som först beskrevs av Frota-pessoa 1947.  Cladochaeta travassosi ingår i släktet Cladochaeta och familjen daggflugor. Inga underarter finns listade i Catalogue of Life.